# Gymnothorax moringa
Gymnothorax moringa és una espècie de peix de la família dels murènids i de l'ordre dels anguil·liformes.

## Morfologia
Els mascles poden assolir els 200 cm de longitud total.

## Distribució geogràfica
Es troba a l'Atlàntic occidental (des de Carolina del Nord i Bermuda fins al Brasil, incloent-hi el Golf de Mèxic i el Carib) i a l'Atlàntic oriental (Santa Helena).